# Matematik 1
Matematik 1 är en kurs för gymnasieskolan och vuxenutbildningen i Sverige enligt Gy 2011. Den är ett  gymnasiegemensamt ämne, obligatoriskt ämne, för alla elever i den svenska gymnasieskolan. Den ersatte från och med läsåret 2011/12 kursen Matematik A (Lpf 94). Kursen omfattar 100 poäng och läses generellt sett under en termin av elever på naturvetare och av tekniker och under ett läsår av övriga (ibland även över en längre tid på vissa skolor). 
Matematik 1 är uppdelad i tre spår, Matematik 1a, 1b och 1c, där 1c är mest avancerad och läses på naturvetenskapsprogrammet och teknikprogrammet [källa behövs]. Anledningen är att kursen är uppdelad är att den ska vara bättre anpassad till kraven i de olika yrkes- och högskoleförberedande gymnasieprogrammen. Kursen bygger på tidigare kunskap från grundskolan. 
Kursen betygsätts med betygsskalan A–F där A är det högsta betyget, E är det lägsta godkända betyget och F motsvarar icke godkänt.

## Centralt innehåll
Undervisningen i kursen Matematik 1c ska bestå av följande centrala innehåll:

### Taluppfattning, aritmetik och algebra
- Heltal, talbaser, primtal och delbarhet
- Beräkningar med reella tal skrivna på olika former, inklusive potenser med reella exponenter
- Användning av digitala verktyg
- Generalisering av aritmetikens räknelagar
- Begreppet linjär olikhet
- Algebraiska och grafiska lösningar av linjära ekvationer, olikheter och potensekvationer

### Geometri
- Sinus, cosinus och tangens och beräkning av vinklar och längder i rätvinkliga trianglar
- Begreppet vektor och dess representationer
- Addition och subtraktion med vektorer och produkten av en skalär och en vektor
- Matematisk och naturvetenskaplig argumentation genom begreppen implikation och ekvivalens
- Begreppen definition, sats och bevis

### Samband och förändring
- Promille, ppm och procentenheter
- Förändringsfaktor och index samt metoder för beräkning av räntor och amorteringar
- Begreppen funktion, definitions- och värdemängd samt egenskaper hos linjära funktioner och potens- och exponentialfunktioner
- Representationer av funktioner i form av ord, funktionsuttryck, tabeller och grafer
- Skillnader mellan begreppen ekvation, olikhet, algebraiskt uttryck och funktion

### Sannolikhet och statistik
- Granskning av hur statistiska metoder och resultat används i samhället och inom vetenskap
- Begreppen beroende och oberoende händelser
- Beräkning av sannolikheter vid slumpförsök i flera steg

### Problemlösning
- Strategier för matematisk problemlösning inklusive användning av digitala verktyg
- Matematiska problem av betydelse för privatekonomi och samhällsliv
- Matematiska problem med anknytning till matematikens kulturhistoria